# Светлосно загађење
Светлосно загађење (негде се среће и под називом фотозагађење) је претерано, погрешно усмерено, или наметљиво вештачко светло. Загађивач је вишак емитоване светлости из вештачког извора, попут претеране буке, угљен-диоксида и слично. Штетне последице су вишеструке, а неке од њих можда још нису познате, па стога има више научних дефиниција које описују шта је светлосно загађење:
- Деградација светлосног окружења вештачким светлом.[1]
- Измена природних нивоа светлости у животној средини употребом вештачког светла.[2]
- Светлосно загађење је промена нивоа светлости у природној средини условљена прекомерном употребом вештачког осветљења. Унутрашње светлосно загађење је измена природног нивоа светлости у затвореној средини (кући, згради, фабрици...) употребом вештачког светла, које има утицаја на здравље људи.[3]
- Светлосно загађење је увођење вештачких извора светлости у природно окружење (директно или индиректно) од стране људи.[4]

Прве три дефиниције описују стање у природном окружењу, док четврта (и најновија) дефиниција описује процес загађења самом светлошћу. Светлосно загађење се „такмичи” са звезданом светлошћу на ноћном небу, омета астрономске опсервације и, као и свака друга врста загађења, ремети екосистеме и има различите последице на здравље.
Светлосно загађење може се поделити у две групе:
- Непријатно светло које се намеће у окружењу које је иначе по природи мрачно или са ниским нивоом осветљења;
- Претерано осветљење (најчешће у затвореном) које за последицу има нелагодност и разне ефекте на здравље.

## Типови светлосног загађења
Постоји неколико облика светлосног загађења: 
- сјајење неба (skyglow),
- бљесак (glare) и
- светлосна интрузија или преступ.[6]

### Сјајење неба
Бледо жута или наранџаста светлост која се попут сјајне измаглице распростире изнад светлосно загађених области (најчешће изнад градова) представља сјајење неба. Оно је присутно захваљујући прекомерном осветљавању улица, али и неадекватној инфраструктури уличне расвете, која светлост не баца само на улицу, већ и изнад себе. Вишемилионски градови који се налазе близу један другоме могу да створе кластер светлосног загађења, а тиме и ширење сјајења неба стотину километара у околину.

### Бљесак
Светлосни бљесак је светлост која при директном визуелном контакту може да привремено заслепи посматрача, стварајући осећај непријатности и сметњу, приликом чега је отежано посматрање жељеног објекта. Често се среће као део сигурносне заштите, у домаћинствима са великим двориштима и као део осветљења културних објеката, мостова, пословних зграда и сл.

### Светлосна интрузија или преступ
Светлост која пролази кроз прозоре приватних поседа, притом представљајући непријатност или сметњу је светлосна интрузија или преступ. Чести узрочници су уличне светиљке, рекламе и лампе на приватним поседима. Када настане из немара или због незнања употребљава се назив светлосна интрузија, док се о светлосном преступу говори у случајевима када је светлост искоришћена са намером да узнемири.
Светлосно загађење је последица индустријске револуције. Извори светлосног загађења су: расвета екстеријера и ентеријера зграда, рекламе, канцеларијски простори, фабрике, улична расвета, екстеријер и ентеријер кућа и дворишта и осветљени спортски терени. Највише долази до изражаја у регионима са развијеном индустријом и великом густином становништва – у Северној Америци, Европи, источној Азији и великим градовима Блиског истока и северне Африке, попут Техерана и Каира. Међутим, чак и мала количина светла може имати велики утицај на светлосно загађење. Почетком 1980их оснивају се глобални покрети за „тамно ноћно небо” (енгл. dark-sky movement), кроз које се забринути људи боре за смањење светлосног загађења. Међународна асоцијација за тамно небо (енгл. International Dark-Sky Association, IDA) је једна од ових непрофитних организација која се залаже за смањење загађења.